# Ринкон (Њу Мексико)
Ринкон (енгл. Rincon) насељено је место без административног статуса у америчкој савезној држави Њу Мексико.

## Демографија
По попису из 2010. године број становника је 271, што је 51 (23,2%) становника више него 2000. године.
| Група             | 2000.       | 2010.       |
| Белци             | 28 (12,7%)  | 32 (11,8%)  |
| Афроамериканци    | 0 (0,0%)    | 0 (0,0%)    |
| Азијати           | 0 (0,0%)    | 0 (0,0%)    |
| Хиспаноамериканци | 192 (87,3%) | 239 (88,2%) |
| Укупно            | 220         | 271         |